# Jussuf Abbo

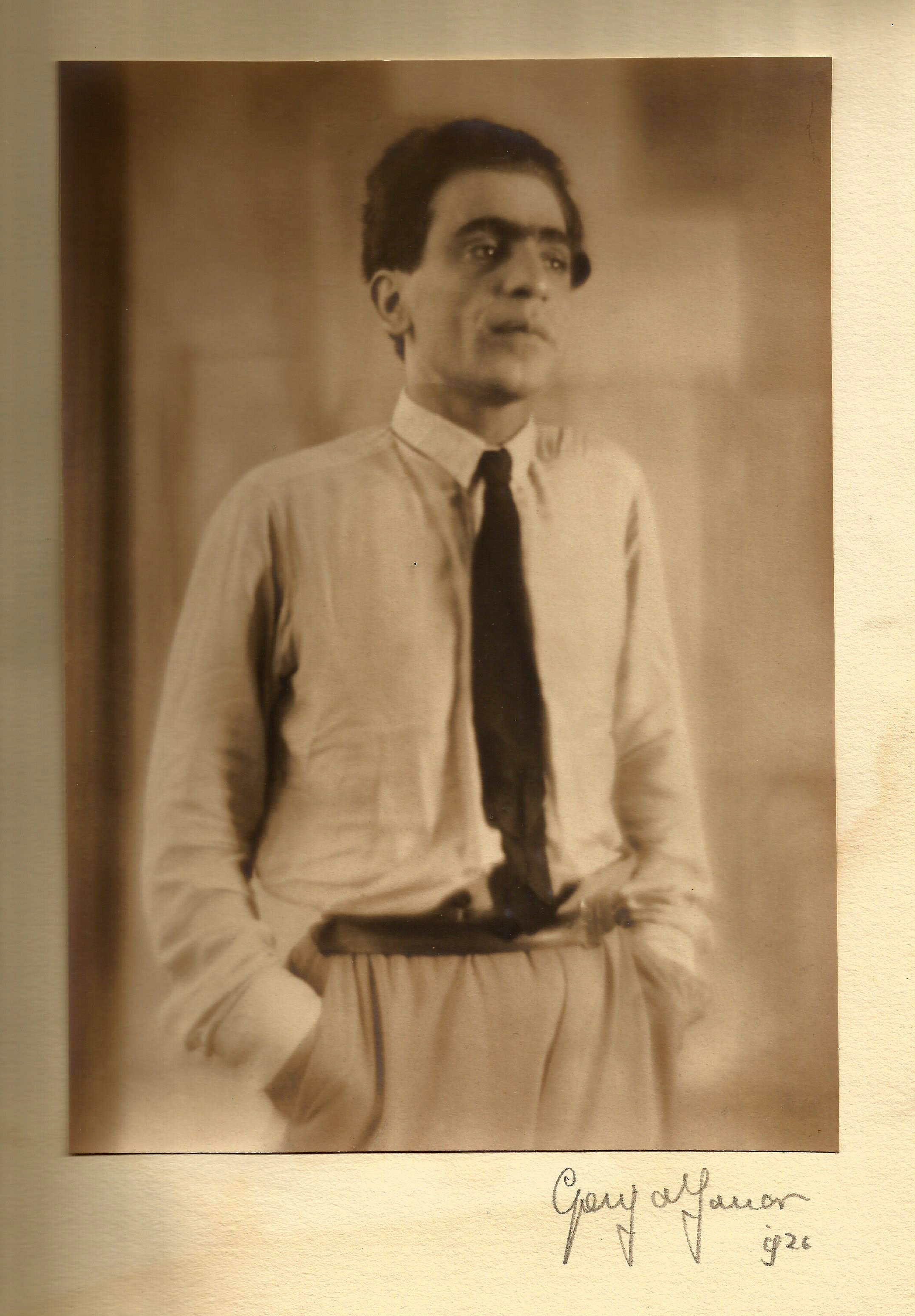
Jussuf Abbo fotografiert von Genja Jonas, 1926

Jussuf Abbo, ursprünglich Jussuff Abbu (geboren 14. Februar 1890 in Safed, Osmanisches Reich; gestorben 29. August 1953 in London) war ein im Deutschen Reich und in Großbritannien tätiger jüdischer Künstler, der aus Palästina stammte.

## Leben
Jussuff Abbu wurde in eine große jüdische Familie von Landarbeitern geboren. Er gewann ein Stipendium zum Besuch der von der Alliance Israélite Universelle unterhaltenen Schule in Jerusalem. Der deutsche Architekt Otto Hoffmann beschäftigte ihn in seinem Architektenbüro in Jerusalem und vermittelte ihm einen Studienplatz an der Hochschule für bildende Künste in Charlottenburg, wo er ab 1913 Malerei und Bildhauerei studierte. 1919 hatte er ein Meisteratelier an der Akademie der Künste als Bildhauer und wurde Mitglied im Deutschen Künstlerbund, auf dessen 25ster Jahresausstellung (1929 im Kölner Staatenhaus) er mit einem bronzenen Frauentorso und einem Bleiguss vertreten war. Im August 1921 widmete die hannoversche Galerie von Garvens ihm eine Einzelausstellung. Abbo wurde Mitglied der Hannoverschen Sezession. Nachdem er 1923 an einer Kollektiv-Ausstellung im Berliner Kunstsalon Ferdinand Möller teilgenommen hatte, folgte 1926 eine weitere Ausstellung in der Galerie Neue Kunst Fides in Dresden. Abbo gehörte in den Zwanziger Jahren zum Freundeskreis von Else Lasker-Schüler, die ein Gedicht auf ihn schrieb. Er arbeitete als Bildhauer und brannte in der Werkstatt von Otto Douglas-Hill seine keramischen Arbeiten.

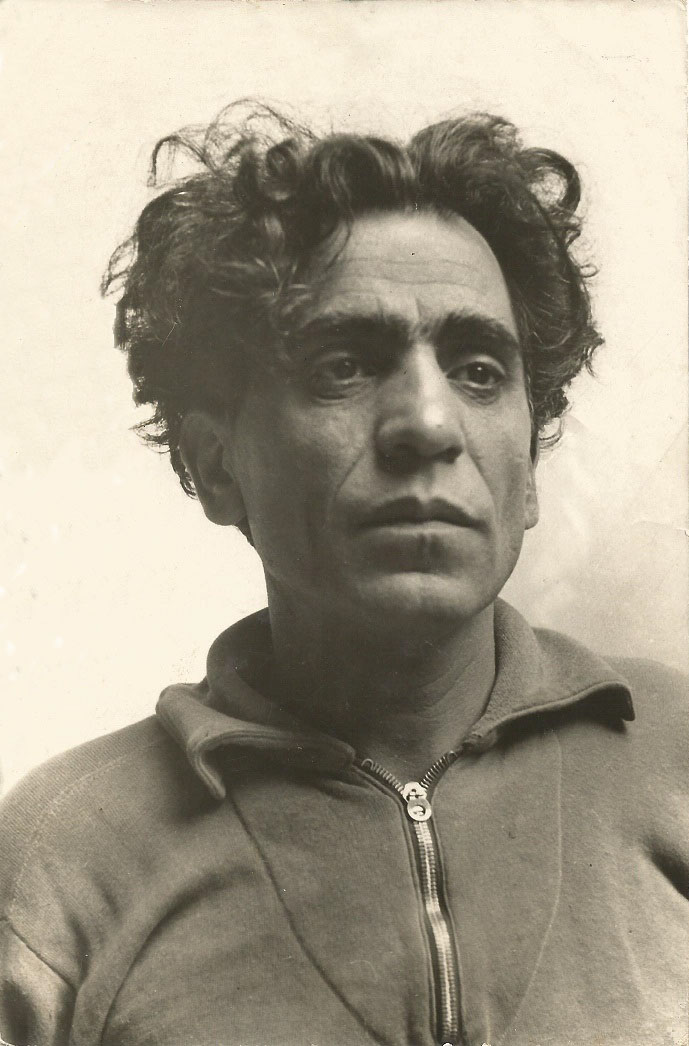
Jussuf Abbo in den 1940er Jahren

Er musste 1935 mit seiner Frau Ruth Schulz aus dem nationalsozialistischen Deutschland nach Großbritannien emigrieren, er hatte noch die ägyptische Staatsangehörigkeit. Seine Skulpturen musste er zunächst zurücklassen und war dadurch gehindert, mit einer Ausstellungsbeteiligung sein Werk in dem Gastland zu präsentieren und Fuß zu fassen. Er konnte dann 1937 auch nur einen Teil nachholen. Sein Werk wurde in Deutschland als Entartete Kunst gebrandmarkt. 1937 wurden in der Aktion „Entartete Kunst“ aus der Kunsthütte Chemnitz elf Druckgrafiken Abbos beschlagnahmt und vernichtet.

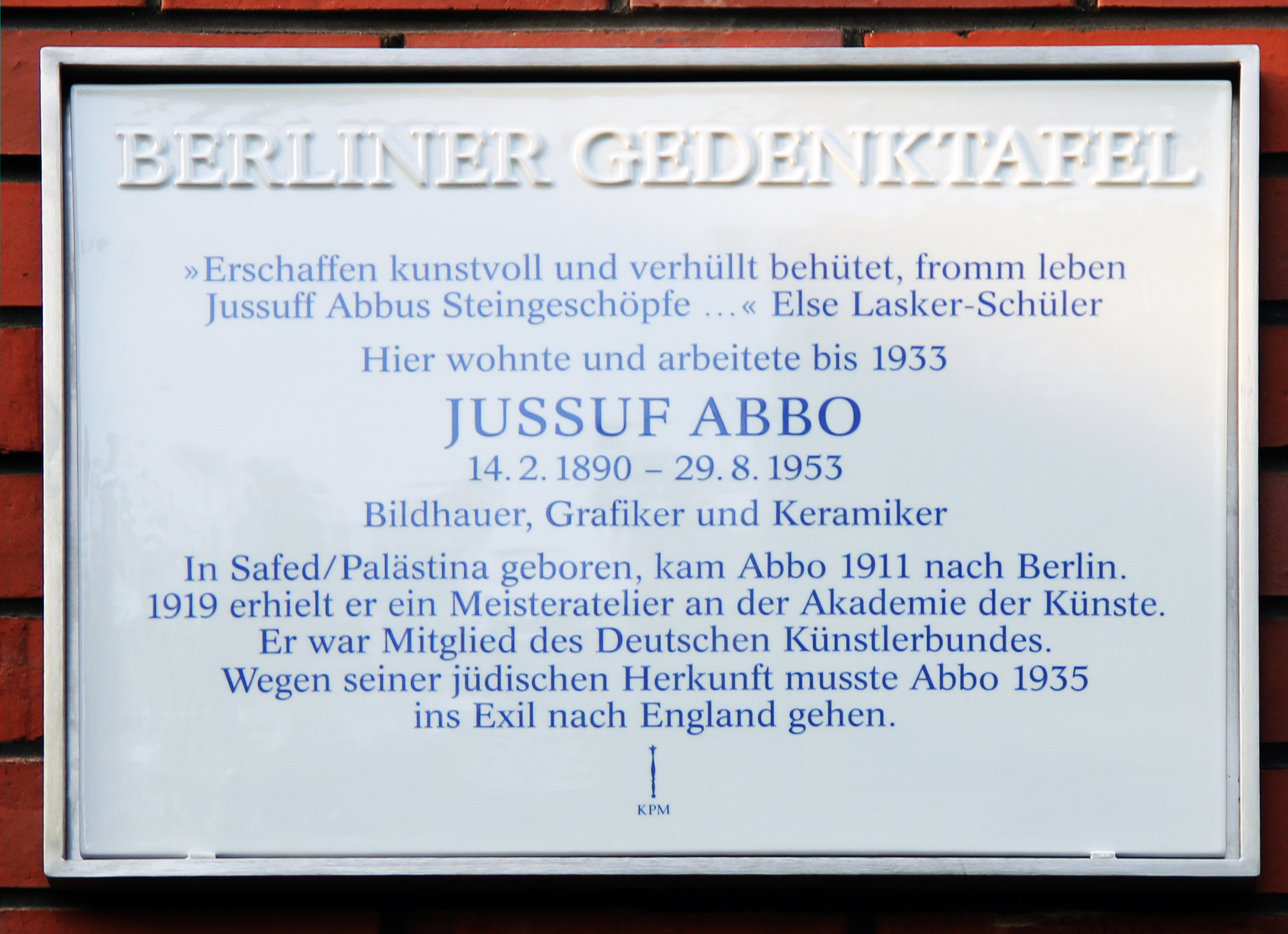
Berliner Gedenktafel am Haus, Reichpietschufer 92, in Berlin-Tiergarten

Abbo erhielt 1937 einen Auftrag für eine Büste des Politikers George Lansbury. 1939 traf er in Paris Charles Despiau. Während des Krieges konnte er sein Atelier in London nicht nutzen und schlug sich mit Gelegenheitsjobs durch. Abbo zerstörte 1945 aus Enttäuschung einen Großteil der in England entstandenen Werke.
Seine finanzielle Situation sowie Krieg, Flucht und die schwere körperliche Arbeit führen zu körperlichen und seelischen Leiden. Nach langer Krankheit starb Jussuf Abbo am 29. August 1953 in London.
Sein Sohn Jerome Abbo (1935–2016) arbeitete ebenfalls als Bildhauer.
Am 29. August 2018 wurde an seinem ehemaligen Wohnort, Berlin-Tiergarten, Reichpietschufer 92, eine Berliner Gedenktafel enthüllt.

## 1937 in der Aktion „Entartete Kunst“ aus der Kunsthütte Chemnitz beschlagnahmte und vernichtete Grafiken
- Schlafende

- Rückenakt, hockend (Lithografie; um 1923)[10]

- Weiblicher Akt

- Männerkopf

- Einladung zu Ausstellung in der Kunsthütte Chemnitz (Lithografie, 1923)[11]

- Mädchen
- Mädchen

- Weiblicher Halbakt

- Doppelbildnis

- Frau

- Weiblicher Kopf

## Ausstellungen
- 1919: Berlin, Kunstsalon Paul Cassirer (mit Wilhelm Gerstl)
- 1921: Hannover, Galerie von Garvens
- 1923: Hamburg, Graphisches Kabinett Georg Maulhardt
- 1929: Chemnitz, Kunsthütte
- 1965: Berlin, Galerie S. Ben Wargin
- 2019/2020: Hannover, Sprengel-Museum[12]
- 2019: Berlin, Kunsthaus Dahlem[13]
- 2020: Berlin, Berlinische Galerie[14]